# Palazzo di Giorgio Centurione
Der Palazzo di Giorgio Centurione ist ein Stadtpalast in Genua, der Teil des Welterbes der UNESCO „Genoa: Le Strade Nuove and the system of the Palazzi dei Rolli“ (deutsch: Genua: Le Strade Nuove und die Palazzi dei Rolli) ist. Das Gebäude liegt an der Via Lomellini 5.

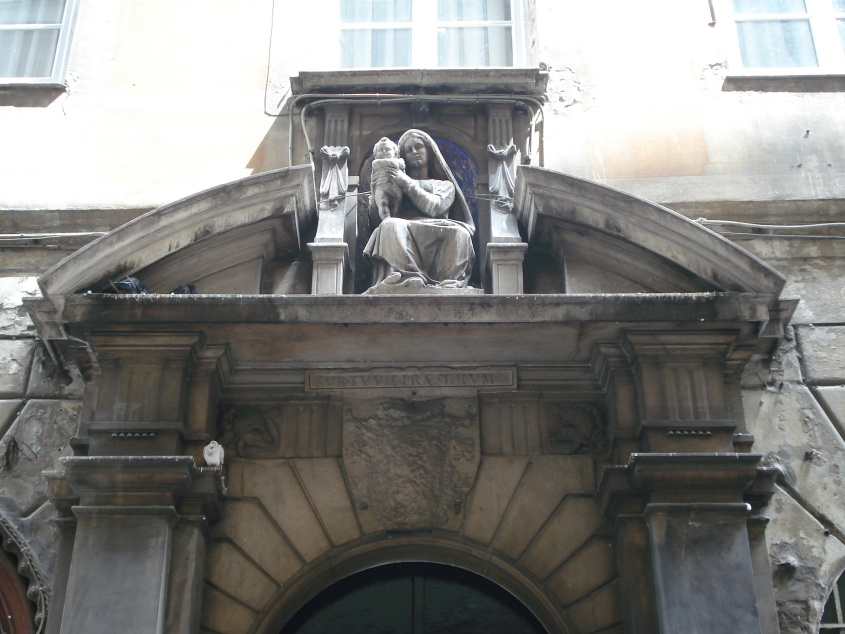
Thronende Madonna mit Kind („Königin der Stadt“) über dem Portal

## Geschichte

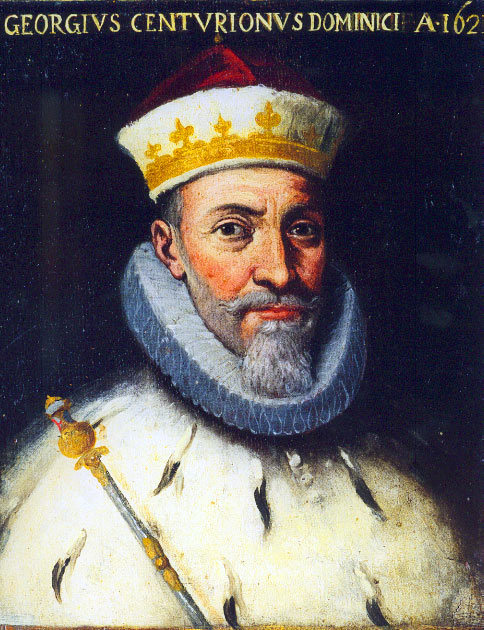
Der Bauherr Giorgio Centurione als Doge

Giorgio Centurione (1553–1629), Doge von Genua 1621–1622, war Bauherr des Palazzo, Architekt Gaspare della Corte und der Bau war 1594 fertiggestellt.
Als einer der Palazzi dei Rolli war der Palazzo di Giorgio Centurione in den Rolli von 1599 und 1614 eingetragen. Nach deren Klassifizierung, den „bussoli“, zählte er beim ersten Eintrag zur Klasse zwei, 1614 zur Klasse eins (zu den Einzelheiten dieser Eintragungen vergleiche hier).
Im 18. Jahrhundert kaufte die Familie Doria den Palazzo. Im 19. Jahrhundert wurden Eingangshalle und Treppenhaus umgebaut.

## Gebäude
Die Fassade ist mit aufgemalten Gesimsen, die die Fenster einrahmen, halbrunden Tympana und Architraven verziert. Das dorische Marmorportal rahmen Pilaster. Es wird von einem gebrochenen halbrunden Tympanon gekrönt, das die Skulptur einer thronenden Madonna mit Kind („Königin der Stadt“) fasst. Geschaffen hat sie Tomaso Orsolino (1587–1675).
Der Palazzo di Giorgio Centurione ist heute rückwärtig mit zwei anderen Gebäuden, die am Vico dell'Oro stehen, über eine Brücke verbunden, die über den Vico Chiuso del Leone führt.

## Wissenswert
Die Tochter des Bauherren, Giorgio Centurione, Virginia Centurione Bracelli (1587–1651), begann in dem Palazzo mit der Betreuung armer Mädchen, eine Arbeit, die sie später im Kloster Monte Calvario fortsetzte. Die von ihr gegründete Nonnenkongregation nahm unter dem Schutz von Emanuele Brignole, dem Gründer der Albergo dei Poveri in Genua, den Namen „Brignolinen“ an. Papst Johannes Paul II. sprach Virginia Centurione Bracelli 1985 selig und 2003 heilig.